# 通貨 (高等弁務官布令)

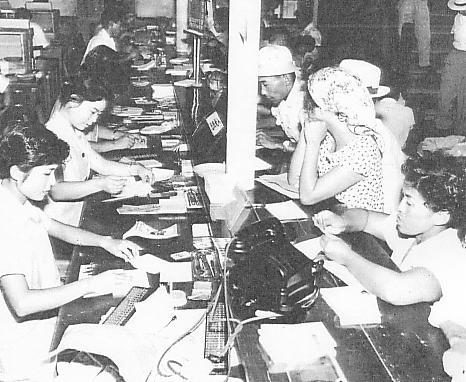
B円から米国ドルへの通貨交換

通貨（つうか、Currency）は、アメリカ施政権下の沖縄において、1958年に実施されたB円からアメリカドルへの通貨交換について、米国民政府が制定した布令。1958年9月15日に公布された。従来使用されたB円が廃止され、120B円を1ドルとする交換が9月20日までに実施された。

## 構成
- 第1条 米国弗法貨
- 第2条 交換率
- 第3条 B円その他禁止貨幣の使用
- 第4条 不法流通及び偽造
- 第5条 廃止